# 阿拉特納 (阿拉斯加州)
阿拉特納（英語：Alatna）是位於美國阿拉斯加州育空-科尤庫克人口普查區的一個人口普查指定地區。根據2010年美國人口普查，該地共人口37人，而該地的面積約為94.40平方千米。

## 地理
阿拉特納的座標為66°32′56″N 152°50′41″W / 66.54889°N 152.84472°W，而該地的平均海拔高度為168米（即551英尺）。